# Liste des titres musicaux numéro un en Australie en 2014

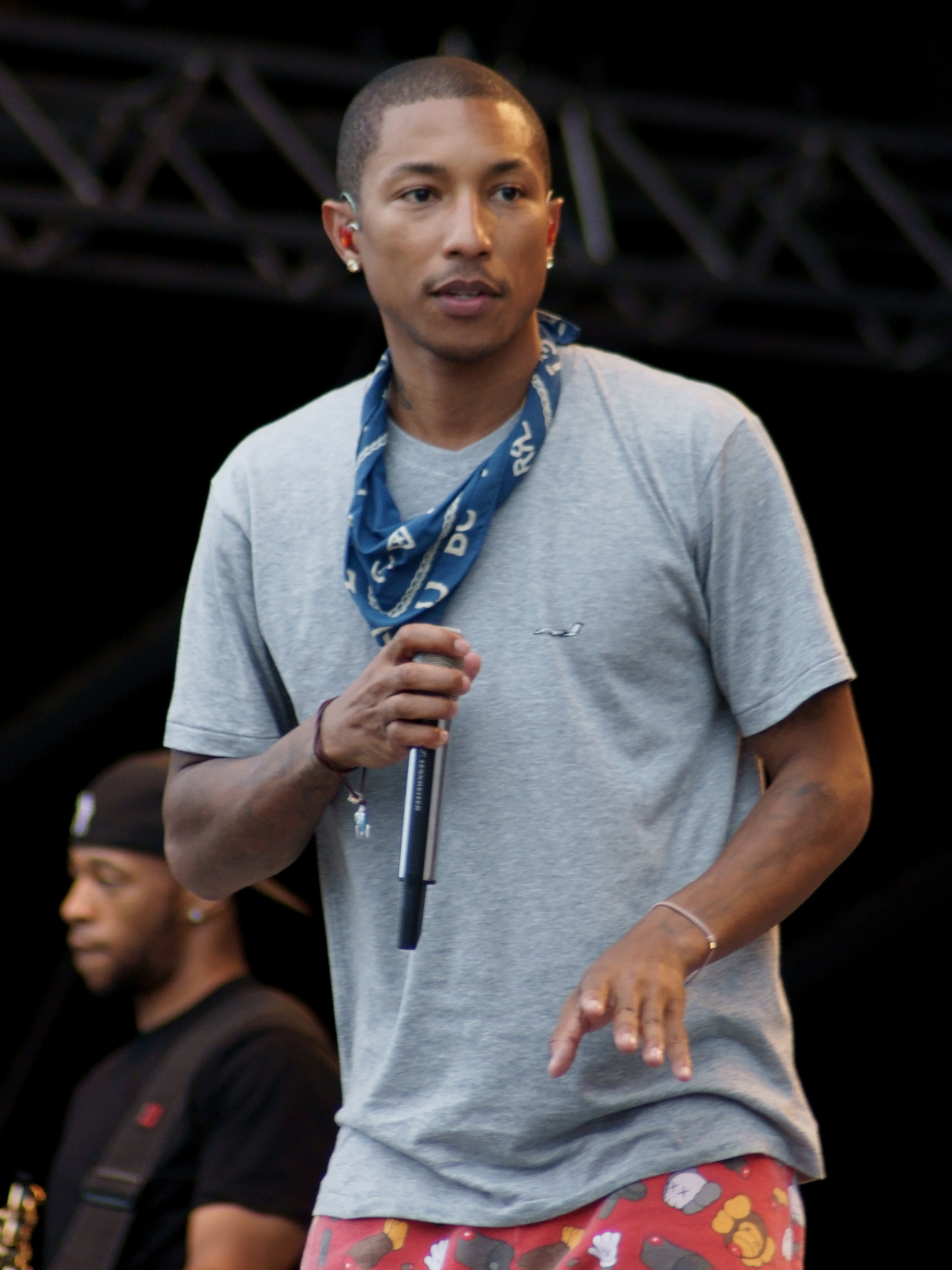
Pharrell Williams jouant avec N.E.R.D dans Pori Jazz 2010.

Cette page liste les singles classés numéro un des ventes de disques et des diffusions radio en Australie par l'Australian Recording Industry Association pour l'année 2014.

## Classement des singles
| Date         | Chanson                      | Artiste(s)                              | Références |
| ------------ | ---------------------------- | --------------------------------------- | ---------- |
| 5 janvier    | Trumpets                     | Jason Derulo                            | [ 1 ]      |
| 12 janvier   | Happy                        | Pharrell Williams                       | [ 2 ]      |
| 19 janvier   | Happy                        | Pharrell Williams                       | [ 3 ]      |
| 26 janvier   | Happy                        | Pharrell Williams                       | [ 4 ]      |
| 2 février    | Happy                        | Pharrell Williams                       | [ 5 ]      |
| 9 février    | Happy                        | Pharrell Williams                       | [ 6 ]      |
| 16 février   | Say Something                | A Great Big World et Christina Aguilera | [ 7 ]      |
| 23 février   | Happy                        | Pharrell Williams                       | [ 8 ]      |
| 2 mars       | Happy                        | Pharrell Williams                       | [ 9 ]      |
| 9 mars       | Happy                        | Pharrell Williams                       | [ 10 ]     |
| 16 mars      | Happy                        | Pharrell Williams                       | [ 11 ]     |
| 23 mars      | Happy                        | Pharrell Williams                       | [ 12 ]     |
| 30 mars      | Happy                        | Pharrell Williams                       | [ 13 ]     |
| 6 avril      | She Looks So Perfect         | 5 Seconds of Summer                     | [ 14 ]     |
| 13 avril     | Happy                        | Pharrell Williams                       | [ 15 ]     |
| 20 avril     | Geronimo                     | Sheppard                                | [ 16 ]     |
| 27 avril     | Geronimo                     | Sheppard                                | [ 17 ]     |
| 4 mai        | Geronimo                     | Sheppard                                | [ 18 ]     |
| 11 mai       | Sing                         | Ed Sheeran                              | [ 19 ]     |
| 18 mai       | Que Sera                     | Justice Crew                            | [ 20 ]     |
| 25 mai       | Que Sera                     | Justice Crew                            | [ 21 ]     |
| 1er juin     | Que Sera                     | Justice Crew                            | [ 22 ]     |
| 8 juin       | Que Sera                     | Justice Crew                            | [ 23 ]     |
| 15 juin      | Que Sera                     | Justice Crew                            | [ 24 ]     |
| 22 juin      | Que Sera                     | Justice Crew                            | [ 25 ]     |
| 29 juin      | Que Sera                     | Justice Crew                            | [ 26 ]     |
| 6 juillet    | Que Sera                     | Justice Crew                            | [ 27 ]     |
| 13 juillet   | Que Sera                     | Justice Crew                            | [ 28 ]     |
| 20 juillet   | We Are Done                  | The Madden Brothers                     | [ 29 ]     |
| 27 juillet   | We Are Done                  | The Madden Brothers                     | [ 30 ]     |
| 3 août       | Only Love Can Hurt Like This | Paloma Faith                            | [ 31 ]     |
| 10 août      | Only Love Can Hurt Like This | Paloma Faith                            | [ 32 ]     |
| 17 août      | All About That Bass          | Meghan Trainor                          | [ 33 ]     |
| 24 août      | All About That Bass          | Meghan Trainor                          | [ 34 ]     |
| 31 août      | All About That Bass          | Meghan Trainor                          | [ 35 ]     |
| 7 septembre  | Shake It Off                 | Taylor Swift                            | [ 36 ]     |
| 14 septembre | Shake It Off                 | Taylor Swift                            | [ 37 ]     |
| 21 septembre | Shake It Off                 | Taylor Swift                            | [ 38 ]     |
| 28 septembre | All About That Bass          | Meghan Trainor                          | [ 39 ]     |
| 5 octobre    | You Ruin Me                  | The Veronicas                           | [ 40 ]     |
| 12 octobre   | You Ruin Me                  | The Veronicas                           | [ 41 ]     |
| 19 octobre   | You Ruin Me                  | The Veronicas                           | [ 42 ]     |
| 26 octobre   | Thinking Out Loud            | Ed Sheeran                              | [ 43 ]     |
| 2 novembre   | Thinking Out Loud            | Ed Sheeran                              | [ 44 ]     |
| 9 novembre   | Thinking Out Loud            | Ed Sheeran                              | [ 45 ]     |
| 16 novembre  | Thinking Out Loud            | Ed Sheeran                              | [ 46 ]     |
| 23 novembre  | Thinking Out Loud            | Ed Sheeran                              | [ 47 ]     |
| 30 novembre  | Blank Space                  | Taylor Swift                            | [ 48 ]     |
| 07 décembre  | Blank Space                  | Taylor Swift                            | [ 49 ]     |
| 14 décembre  | Blank Space                  | Taylor Swift                            | [ 50 ]     |
| 21 décembre  | Uptown Funk                  | Mark Ronson featuring Bruno Mars        | [ 51 ]     |
| 28 décembre  | Uptown Funk                  | Mark Ronson featuring Bruno Mars        | [ 52 ]     |